# Волгострой
Волгостро́й — специальное строительно-монтажное управление НКВД СССР, занимавшееся строительством Угличского и Рыбинского гидроузлов.
Волгострой создан в соответствии с постановлением СНК СССР и ЦК ВКП(б) от 14 сентября 1935 года. Его целью было обеспечить глубоководный выход канала Москва — Волга в сторону Нижней Волги и Волго-Балтийской водной системы через реку Шексну (участок Волги Иваньково — Рыбинск не был судоходным весь навигационный период) и эффективно использовать водно-энергетические ресурсы выше Рыбинска.
В строительстве участвовали только советские специалисты. Основную рабочую силу составляли заключённые Волголага. В короткие сроки было выполнено 48 млн м3 земляных работ, 2,1 млн м3 бетонных и железобетонных работ, сделано 29 тысяч металлоконструкций и механизмов. Основное оборудование в 1935—1941 годах поставлено Ленинградским металлическим заводом (гидротурбины) и заводом «Электросила» (генераторы).
На Волге и Шексне были построены мощные Угличский и Рыбинский гидроузлы и гидроэлектростанции с Угличским и Рыбинским водохранилищами общей площадью зеркала 4921 км2 и полезным объёмом 15,6 км3. Отрицательным моментом строительства стало затопление больших населённых территорий, в том числе города Молога.
Уже в годы Великой Отечественной войны 1941—1945 годов Рыбинская и Угличская ГЭС выработали более 4 млрд кВт-ч энергии, что заменило 5 млн т местного топлива; некоторое время они поставляли до половины всей потребляемой Москвой энергии. В 1941—1944 годах через Рыбинский и Угличский шлюзы прошло 10 млн т грузов, в том числе для оборонявшихся Москвы и Ленинграда.
По завершении основного строительства в 1944 году большая группа специалистов была награждена орденами и медалями, в том числе руководители строительства С. Н. Андрианов, П. В. Викентьев, С. Я. Жук, В. Д. Журин, С. А. Зильберштейн, Я. Д. Рапопорт, П. И. Авдонин, Е. М. Карп, Л. Л. Литвак, В. Я. Мовчан, С. В. Поллак, К. А. Решетников.